# آلفا (فیلم ۲۰۲۵)
آلفا فیلمی به نویسندگی و کارگردانی ژولیا دوکورنو است. این فیلم در بخش رقابت اصلی جشنواره فیلم کن ۲۰۲۵ یه نمایش درمی‌آمد.

## خلاصه داستان
آلفا، یک نوجوان ۱۳ ساله مشکل دار است که با مادر مجرد خود زندگی می‌کند. روزی که او با خالکوبی روی بازویش از مدرسه برمی گردد، دنیای آنها فرو می‌ریزد.

## بازیگران
- گلشیفته فراهانی
- طاهر رحیم
- ملیسا بوروس
- اما مکی
- فینگان اولدفیلد
- ژان چارلز کلیشه
- کریستف پرز

## تولید
این فیلم از سوی توزیع‌کنندگان فیلم‌نشن و چردز به عنوان «شخصی‌ترین و عمیق‌ترین اثر دوکورنو» توصیف شده است.
تصویربرداری اصلی فیلم در سپتامبر و اکتبر ۲۰۲۴ِ، در لو آور انجام شد. از ۲۳ تا ۲۴ اکتبر به بعد، یک استخر عمومی در پونت اودمر به‌عنوان مکان فیلمبرداری مورد استفاده قرار گرفت که به دلیل ظاهر قدیمی (دهه ۱۹۸۰) انتخاب شد. پس از ادامه فیلم‌برداری در پاریس تا نوامبر، ۳۵ روز برای فیلمبرداری در نرماندی سپری شد. گلشیفته فراهانی و طاهر رحیم بازیگران آلفا هستند. رحیم برای نقشش ۲۰ کیلوگرم وزن کم کرد.

## انتشار
شرکت نئون پس از توزیع فیلم قبلی دوکورنو، تیتان، در هفتاد و هفتمین دوره جشنواره فیلم کن، حق توزیع آمریکای شمالی را خریداری کرد. این فیلم در جشنواره فیلم کن ۲۰۲۵ که در ماه مه ۲۰۲۵ برگزار شد، برای دریافت نخل طلا رقابت کرد.

## افتخارات
| جایزه           | تاریخ مراسم | دسته‌بندی | گیرنده (گان)  | نتیجه    | منبع   |
| --------------- | ----------- | -------- | ------------- | -------- | ------ |
| جشنواره فیلم کن | ۲۴ مه ۲۰۲۵  | نخل طلا  | جولیا دوکورنو | نامزدشده | [ ۱۵ ] |